# Subprime-lån
Subprime-lån er et finansbegreb fra USA, der knytter sig til bankers långivning i fast ejendom med høj risiko og høj rente. Navnet på lånetypen stammer fra en opdeling i låntagere i "Prime", som er folk der med stor sandsynlighed vil betale deres lån tilbage og "Subprime" (Under Prime), hvor der er mindre sandsynlighed for at låntager vil være i stand til at betale lånet tilbage. Traditionelt blev subprime lån givet i forbindelse med midlertidige økonomiske problemer, hvor forventningen så var at låntager indenfor en forholdsvist kort periode ville komme på fode igen og være i stand til at lægge lånet om til et "Prime lån". Derfor blev subprime lån også typisk udstedt med lavere rente i de første år end i resten af lånets løbetid.

## Subprime-krisen
I løbet af 2000'erne faldt banker og andre finansielle institutioners lånestandarder, så der blev lavet lån hvor det burde have været klart at låntagers indkomstforhold var utilstrækkelige til at afdrage lånet, eller lån hvor ejendommen belånes ud over sin aktuelle værdi i forventning om at risikoen dækkes af stigende ejendomspriser og en deraf afledt stigning i ejendommens friværdi, som kan medføre, at lånet lægges om til et lån med lavere rente. Falder ejendomspriserne vil gældsbyrden overstige låntagerens og ejendommens kreditværdighed i en sådan grad, at låntageren tvinges til at sælge til under belåningen. Hvis låntager ikke er i stand til at udrede tabet, vil långiver tabe penge. En af grundene til at lånestandarderne afveg fra 'god bankskik', jf. , var en praksis kaldt securitization. Den betød, at dem der i første omgang godkendte lånet, solgte lånet videre efter kort tid, og derfor ikke havde risikoen ved at låntager ikke betalte lånet tilbage, men udelukkende tjente penge på at være formidler. Formidleren af lånet havde dermed incitamenter til at få lavet så mange lån som muligt uden hensyntagen til låntagers betalingsevne. 
I 2006 begyndte ejendomspriserne i USA at falde, mange ejendomme gik på tvangsauktion og bankerne måtte afskrive store beløb. Det gav uro på de finansielle markeder, ikke blot i USA men globalt, idet bankerne som regel spreder risikoen til andre aktører, der er villige til at spekulere på det finansielle marked. Krisen har haft en stor effekt på de finansielle markeder, og det er blevet sværere og dyrere for både banker, virksomheder og private at få et lån til fx hus. 
Tab på subprime-lån har været en medvirkende årsag til finanskrisen 2007-2009.